# المجديرة (حرض)

تعديل مصدري - تعديل

المجديرة هي إحدى قرى عزلة الفج بمديرية حرض التابعة لمحافظة حجة، بلغ تعداد سكانها 721 نسمة حسب تعداد اليمن لعام 2004.